# 阿倫敦 (亞利桑那州)
阿倫敦（英語：Allentown）是位於美國亞利桑那州阿帕契縣的一個非建制地區。該地的面積和人口皆未知。

## 地理
阿倫敦的座標為35°17′31″N 109°09′30″W / 35.29194°N 109.15833°W，而該地的平均海拔高度為1873米（即6145英尺）。